# Wilhelm Stabernack
Wilhelm Stabernack (* 1923 in Frankfurt am Main; † 24. September 1999) war ein deutscher Unternehmer.

## Werdegang
Stabernack studierte zunächst Medizin, bevor er 1943 zum Kriegsdienst eingezogen wurde. Nach Kriegsende studierte er Betriebswirtschaftslehre in Frankfurt. 1949 übernahm er die Geschäftsführung des im Jahre 1879 in Offenbach gegründeten Familienunternehmens Gustav Stabernack GmbH. Er baute das nach dem Krieg zerstörte Unternehmen in Lauterbach neu auf. Nach der Teilung des Unternehmens zwischen ihm und seinem Halbbruder Gustav entwickelte er sein Unternehmen durch die Übernahme der Schröter + Bake AG in Neutraubling und die Errichtung eines neuen Zweigwerks in Rumburg (Tschechien) zu einem der führenden europäischen Verpackungs- und Displayhersteller. Aus gesundheitlichen Gründen zog er sich Mitte 1998 aus dem operativen Geschäft zurück.
Anlässlich seines 60. Geburtstages gründete er 1983 die Wilhelm-Stabernack-Stiftung zur Förderung sozialer Zwecke. Er war seit 1988 Vorsitzender des Ausschusses Soziale Sicherung der Vereinigung der hessischen Unternehmerverbände und von 1993 bis 1999 Präsident der Gießener Hochschulgesellschaft.

## Ehrungen
- 1980: Verdienstkreuz 1. Klasse der Bundesrepublik Deutschland
- 1988: Großes Verdienstkreuz der Bundesrepublik Deutschland